# Magnetic Car
Die Magnetic Car Co.  Ltd. war ein britischer Automobilhersteller in Chelsea (London). 1921–1925 wurden dort Fahrzeuge der oberen Mittelklasse gebaut.
1921 wurde der Magnetic 15.9 hp vorgestellt. Er hatte einen Vierzylinder-Reihenmotor mit Schiebersteuerung und 2,6 l Hubraum. Die Motorkraft wurde über ein Entz-Magnetgetriebe an die Hinterräder weitergeleitet, das in der Folge alle Magnetic-Modelle besaßen. Sein Fahrgestell hatte einen Radstand von 3.137 mm. Der Wagen wurde bis 1925 gebaut.
Ihm zur Seite wurde im Folgejahr der Magnetic 30/50 hp gestellt. Er besaß einen Achtzylinder-Reihenmotor mit dem gleichen Hub und gleicher Bohrung wie der 15,9 hp und somit einem Hubraum von 5,2 l. Auch dieser Motor arbeitete nach dem Knight-Prinzip. Der Wagen, der bis 1923 gebaut wurde, hatte einen Radstand von 3.734 mm.
1924 löste der Magnetic 25/50 hp den großen 30/50 hp ab. Er hatte einen Sechszylinder-Reihenmotor mit 2,9 l Hubraum und einer konventionelleren OHV-Ventilsteuerung. Der Radstand betrug 3.200 mm. 1925 erhielt der 25/50 hp einen auf 3,3 l aufgebohrten Motor.
Ende des Jahres 1925 verschwand die Marke wieder vom Markt.

## Modelle
| Modell   | Bauzeitraum | Zylinder | Hubraum       | Radstand |
| -------- | ----------- | -------- | ------------- | -------- |
| 15,9 hp  | 1921–1925   | 4 Reihe  | 2614 cm³      | 3137 mm  |
| 30/50 hp | 1922–1923   | 8 Reihe  | 5228 cm³      | 3734 mm  |
| 25/50 hp | 1924–1925   | 6 Reihe  | 2888–3297 cm³ | 3200 mm  |

## Quelle
David Culshaw & Peter Horrobin: The Complete Catalogue of British Cars 1895–1975. Veloce Publishing plc. Dorchester (1999).  ISBN 1-874105-93-6